# Fumarell alablanc
El fumarell/fumadell alablanc (Chlidonias leucopterus) és una espècie d'ocell de la família dels làrids (Laridae) que en estiu habita aiguamolls i prats humits des d'Europa Oriental, cap a l'est, a través del nord de Turquia, Ucraïna, Rússia europea, zona del Caucas, i nord del Kazakhstan fins al sud de Sibèria, Manxúria, sud de Primórie i de Sakhalín, Mongòlia i nord de la Xina. En hivern habita Àfrica, Àsia meridional, Filipines i Indonèsia fins a Austràlia i costa Xina. Escàs als Països Catalans, es presenta sobretot durant el pas migratori.